# Tenvik
Tenvik is een plaats in de gemeente Årjäng in het landschap Värmland en de provincie Värmlands län in Zweden. De plaats heeft 99 inwoners (2005) en een oppervlakte van 32 hectare.